# Lucina von der Heyde
Lucina von der Heyde (Posadas, 24 de enero de 1997) es una jugadora argentina de hockey sobre césped que se desempeñó como volante en el Club Atlético River Plate. Formó parte de la Selección nacional que compitió en los Juegos Olímpicos de Río de Janeiro 2016.
Comenzó a practicar hockey en clubes de su ciudad natal, para recalar en River Plate con catorce años en 2011. Fue convocada por Gabriel Minadeo para la Selección tras su destacadas actuaciones en las reservas juveniles de su actual club. Con la Selección nacional, obtuvo su primer título en el Champions Trophy 2016.

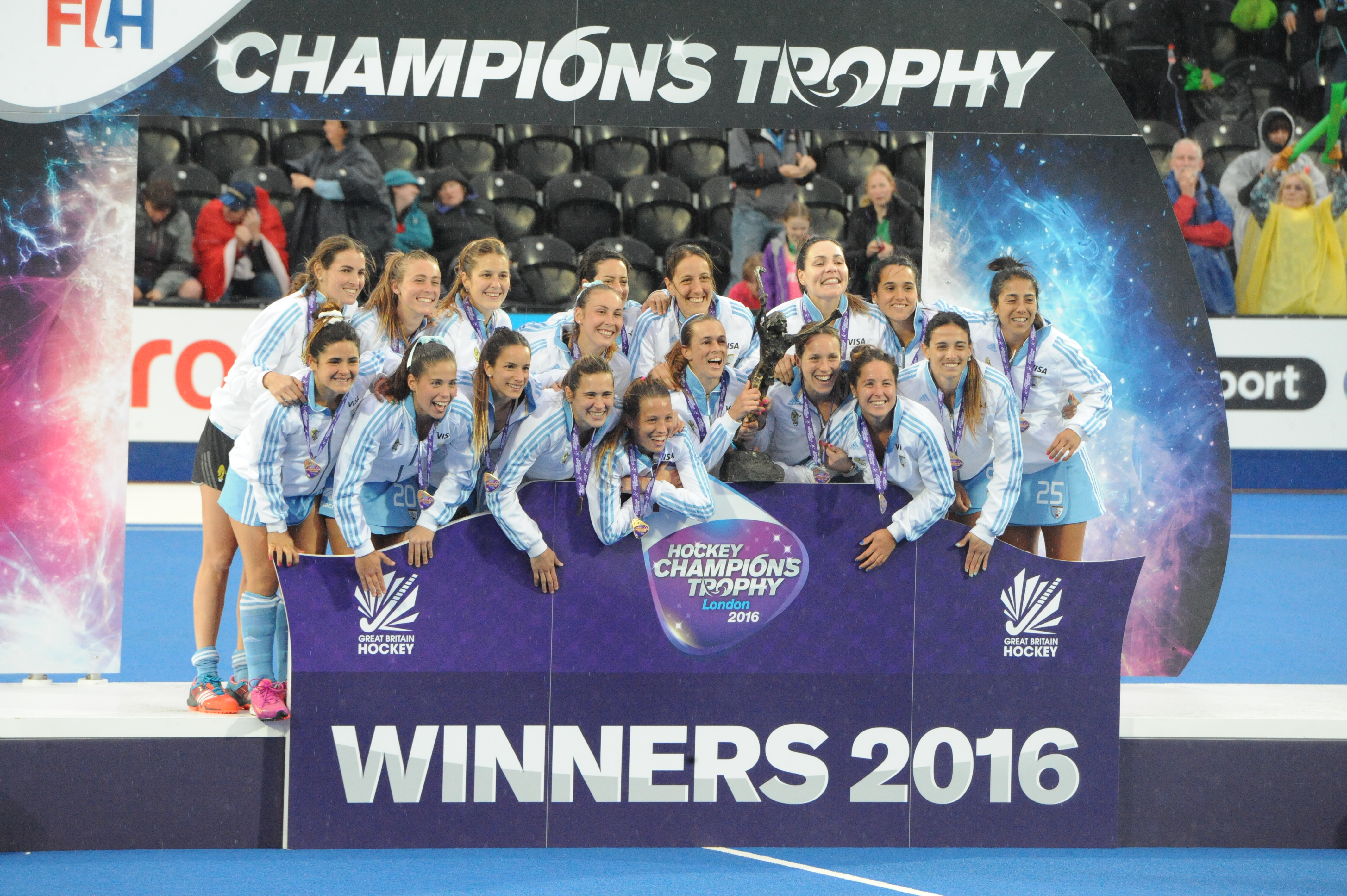
Celebración en la obtención del Champions Trophy 2016.

El 14 de febrero de 2019, fue elegida Mejor Jugadora Joven del Mundo por la Federación Internacional de Hockey.
Actualmente juega en el Club Mannheimer de la ciudad de Mannheim, Alemania.

## Premios y distinciones
- 2018 - Mejor Jugadora Joven del Mundo de la FIH.